# デモクリトス (小惑星)
デモクリトス (6129 Demokritos) は、小惑星帯に位置する小惑星である。エリック・エルストがヨーロッパ南天天文台で発見した。
古代ギリシアの哲学者、デモクリトスに因んで名付けられた。